# Aricent
Aricent war ein weltweit tätiges Unternehmen für Softwaredienstleistungen. Es wurde 2018 von dem in Frankreich ansässigen Unternehmen Altran übernommen und im April 2019 in Altran North America und Anfang 2020 in Altran Americas umbenannt. Mit der Übernahme von Altran durch Capgemini werden die Nachfolger von Aricent in Capgemini Engineering und in geringerem Umfang in Capgemini Invent integriert.
Aricent war vor allem für die Entwicklung von Telekommunikationssoftware bekannt, die von Telekommunikationsriesen wie Cisco Systems, Juniper Networks, Nokia Networks, Oracle, Alcatel-Lucent Enterprise und Nortel eingesetzt wird.

## Geschichte
Aricent wurde 1991 als Hughes Software Systems (HSS) on KV Ramani am Nehru Place in Neu-Delhi gegründet, um Softwarelösungen in den Bereichen VSAT-basierte Netzwerke für Sprache und Daten, zellulare Funktelefonie, Paketvermittlung und Multiprotokoll-Routing zu entwickeln. Im Jahr 2004 erwarb Flextronics HSS, um Flextronics Software Systems zu gründen, und fusioniert mit Future Software, dem Hauptsitz von Flextronics. Das Unternehmen erwarb Frog Design für rund 25 Millionen US-Dollar. Ab 2005 weitete das Unternehmen seine Tätigkeiten in die Ukraine, nach Südafrika und China aus. In Vorbereitung auf den Verkauf wird das Unternehmen von der indischen Börse genommen.
Im Jahr 2006 erfolgte die Übernahme durch Kohlberg Kravis Roberts und Sequoia Capital im Rahmen eines 900-Millionen-Dollar-Verkaufs von Softwareunternehmen. Die Transaktion war der größte Private-Equity-Buy-out in der indischen Geschichte.
Schon folgendes Jahr wurde Datalinx von Aricent übernommen. Im Jahr 2008 beteiligte sich The Family Office, ein Multi-Family-Office-Unternehmen mit Sitz in Bahrain, an der Finanzierung von Aricent, drei Jahre später erfolgte die Umfirmierung in Aricent Group.
Seit 2013 HSS in Aricent umbenannt. Im Jahr 2015 erfolgte die Übernahme von SmartPlay Technologies, einem auf Halbleiterdienstleistungen spezialisierten Unternehmen, für 180 Millionen US-Dollar. Im Rahmen der Übernahme wurden die mehr als 1200 Mitarbeiter von SmartPlay in die Belegschaft von Aricent übernommen.
Im Jahr 2018 übernahm Altran Aricent, wobei Aricent in Nord- und Südamerika als Altran North America firmierte. Im folgenden Jahr kündigte Capgemini Pläne zur Übernahme der Altran Group an und übernahm die Altran Group im April 2020, wobei die Mehrheit der Altran-Mitarbeiter (einschließlich der meisten ehemaligen Aricent-Mitarbeiter) in Capgemini Engineering integriert wird. Frog wurde in Capgemini Invent integriert.